# Reichstagswahlkreis Großherzogtum Mecklenburg-Schwerin 2

Die Wahlkreisaufteilung des Deutschen Reichs.

Der Reichstagswahlkreis Großherzogtum Mecklenburg-Schwerin 2 (in der reichsweiten Durchnummerierung auch Reichstagswahlkreis 349; auch Reichstagswahlkreis Schwerin-Wismar genannt) war der zweite Reichstagswahlkreis für das Großherzogtum Mecklenburg-Schwerin für die Reichstagswahlen im Deutschen Reich und im Norddeutschen Bund von 1867 bis 1918.

## Wahlkreiszuschnitt
Der Wahlkreis umfasste zu den Wahlen zum Reichstag des Norddeutschen Bundes: Die Domanial-Ämter Bützow-Kühn, Dargun-Gnoien-Reusalen, Doberan, Goldberg-Plau, Güstrow-Rossewitz, Lübz-Marnitz, Ribnitz, Schwaan, Stavenhagen, Sülze, Toitenwinkel, Marin-Tempzin-Sternberg-Neukloster und Wredenhagen sowie die dazu gehörigen Güter.
Der Wahlkreis umfasste bei den Wahlen zum Reichstag des deutschen Kaiserreichs den Aushebungsbezirk Schwerin ohne die Landgemeinden Hof- und Neu-Garbow, Kladrum, Hof und Dorf Groß-Niendorf, Runow und Zölkow, den Aushebungsbezirk Wismar ohne die Landgemeinde Beckerwitz, die Landgemeinde Wendorf aus dem Aushebungsbezirk Doberan, die Landgemeinden Dinnies und Klein-Pritz aus dem Aushebungsbezirk Parchim sowie die Landgemeinden Hof und Dorf Woserin, Hohenfeld und Schlowe aus dem Aushebungsbezirk Güstrow.
| Jahr | Einwohner |
| ---- | --------- |
| 1890 | 115.027   |
| 1895 | 119.296   |
| 1900 | 122.685   |
| 1905 | 128.060   |
| 1910 | 132.900   |

|      | Landwirtschaft | Industrie und Gewerbe | Handel und Dienstleistungen |
| ---- | -------------- | --------------------- | --------------------------- |
| 1895 | 46,8           | 26,9                  | 26,4                        |
| 1907 | 41,3           | 28,4                  | 30,2                        |

|      | Evangelisch | Katholisch |
| ---- | ----------- | ---------- |
| 1890 | 98,4        | 1,2        |
| 1905 | 97,4        | 2,2        |
| 1910 | 96,0        | 3,5        |

## Abgeordnete
| Wahl                                 | Abgeordneter                     | Partei                  | Bild |
| ------------------------------------ | -------------------------------- | ----------------------- | ---- |
| Reichstagswahl Februar 1867 bis 1871 | Edo Heinrich von Thünen          | Nationalliberale Partei |      |
| Reichstagswahl 1871 bis 1874         | Karl Christian Heinrich Westphal | Nationalliberale Partei |      |
| Reichstagswahl 1874 bis 1877         | Anton Haupt                      | Nationalliberale Partei | 0    |
| Reichstagswahl 1877 bis 1878         | Bernhard Heinrich Wehmeyer       | Nationalliberale Partei | 0    |
| Reichstagswahl 1878 bis 1884         | Otto Büsing                      | NLP                     | 0    |
| Reichstagswahl 1884 bis 1889         | Anton Haupt                      | Nationalliberale Partei | 0    |
| Ersatzwahl 1889 bis 1890             | Rudolf Brunnengräber             | Nationalliberale Partei | 0    |
| Reichstagswahl 1890 bis 1893         | Otto Büsing                      | NLP                     | 0    |
| Reichstagswahl 1893 bis 1898         | Gustav von Viereck               | DRP                     | 0    |
| Reichstagswahl 1898 bis 1907         | Otto Büsing                      | Nationalliberale Partei | 0    |
| Reichstagswahl 1907 bis 1912         | Wilhelm Dröscher                 | DRP                     | 0    |
| Reichstagswahl 1912 bis 1918         | Julius Heinrich Zimmermann       | NLP                     |      |

## Wahlen

### 1867 (Februar)
Es fand nur ein Wahlgang statt. Die Zahl der gültigen Stimmen betrug 10.239. 180 Stimmen waren ungültig.
| Kandidat                | Partei | Stimmen | in % | Anmerkungen |
| ----------------------- | ------ | ------- | ---- | ----------- |
| Edo Heinrich von Thünen | NLP    | 7364    | 0    | 0           |

### 1867 (August)
Es fand nur ein Wahlgang statt. Die Zahl der gültigen Stimmen betrug 4972.
| Kandidat                | Partei | Stimmen | in % | Anmerkungen |
| ----------------------- | ------ | ------- | ---- | ----------- |
| Edo Heinrich von Thünen | NLP    | 3163    | 0    | 0           |

### 1871
Es fand nur ein Wahlgang statt. Die Zahl der Wahlberechtigten betrug 25.179. Die Zahl der abgegebenen gültigen Stimmen betrug 12.815, 368 Stimmen waren ungültig. Die Wahlbeteiligung belief sich auf 52,4 %.
| Kandidat    | Partei   | Stimmen | in % | Anmerkungen |
| ----------- | -------- | ------- | ---- | ----------- |
| Karl Prosch | NLP      | 9748    | 0    | 0           |
| von Langen  | K        | 2949    | 0    | 0           |
|             | S        | 88      | 0    | 0           |
| 0           | Sonstige | 30      | 0    | 0           |

### Ersatzwahl 1871
Da Karl Prosch auch im Reichstagswahlkreis Großherzogtum Mecklenburg-Schwerin 1 gewählt worden war, nahm er das Mandat nicht an und es kam zu einer Ersatzwahl.
Es fand nur ein Wahlgang statt. Die Zahl der abgegebenen gültigen Stimmen betrug 11.267, 33 Stimmen waren ungültig. Die Wahlbeteiligung belief sich auf 44,9 %.
| Kandidat                         | Partei   | Stimmen | in % | Anmerkungen |
| -------------------------------- | -------- | ------- | ---- | ----------- |
| Karl Christian Heinrich Westphal | NLP      | 7940    | 0    | 0           |
| von Langen                       | K        | 3267    | 0    | 0           |
|                                  | S        | 45      | 0    | 0           |
| 0                                | Sonstige | 15      | 0    | 0           |

### 1874
Es fand nur ein Wahlgang statt. Die Zahl der Wahlberechtigten betrug 21.525. Die Zahl der abgegebenen gültigen Stimmen betrug 14.745, 83 Stimmen waren ungültig. Die Wahlbeteiligung belief sich auf 68,9 %.
| Kandidat    | Partei   | Stimmen | in % | Anmerkungen    |
| ----------- | -------- | ------- | ---- | -------------- |
| Anton Haupt | NLP      | 8774    | 0    | 0              |
| Schuhmacher | K        | 4180    | 0    | Domänenpächter |
| C. Finn     | S (Lass) | 1764    | 0    | Zimmerer       |
| 0           | Sonstige | 27      | 0    | 0              |

### 1877
Es fand nur ein Wahlgang statt. Die Zahl der Wahlberechtigten betrug 22.722. Die Zahl der abgegebenen gültigen Stimmen betrug 17.213, 78 Stimmen waren ungültig. Die Wahlbeteiligung belief sich auf 76,1 %.
| Kandidat                   | Partei   | Stimmen | in % | Anmerkungen    |
| -------------------------- | -------- | ------- | ---- | -------------- |
| Bernhard Heinrich Wehmeyer | NLP      | 9877    | 0    | 0              |
| von Wrisberg               | K        | 4320    | 0    | Domänenpächter |
| C. Finn                    | S (Lass) | 2802    | 0    | Zimmerer       |
| 0                          | Sonstige | 14      | 0    | 0              |

### 1878
Es fanden zwei Wahlgänge statt. Die Zahl der Wahlberechtigten betrug 22.717. Die Zahl der abgegebenen gültigen Stimmen betrug im ersten Wahlgang 14.094, 28 Stimmen waren ungültig. Die Wahlbeteiligung belief sich auf 62,2 %.
| Kandidat    | Partei   | Stimmen | in % | Anmerkungen    |
| ----------- | -------- | ------- | ---- | -------------- |
| Otto Büsing | NLP      | 7008    | 0    | 0              |
| Bock        | K        | 6510    | 0    | Domänenpächter |
|             | S        | 572     | 0    | 0              |
| 0           | Sonstige | 4       | 0    | 0              |

Die Zahl der abgegebenen gültigen Stimmen betrug in der Stichwahl 16.421. Die Wahlbeteiligung belief sich auf 72,3 %.
| Kandidat    | Partei | Stimmen | in % | Anmerkungen    |
| ----------- | ------ | ------- | ---- | -------------- |
| Otto Büsing | NLP    | 9430    | 0    | 0              |
| Bock        | K      | 6991    | 0    | Domänenpächter |

### 1881
Es fanden zwei Wahlgänge statt. Die Zahl der Wahlberechtigten betrug 22.563. Die Zahl der abgegebenen gültigen Stimmen betrug im ersten Wahlgang 13.394, 55 Stimmen waren ungültig. Die Wahlbeteiligung belief sich auf 62,2 %.
| Kandidat    | Partei   | Stimmen | in % | Anmerkungen          |
| ----------- | -------- | ------- | ---- | -------------------- |
| Otto Büsing | NLP      | 6685    | 0    | 0                    |
| Bock        | K        | 6240    | 0    | Gutsbesitzer, Welzin |
| Hasenclever | S        | 453     | 0    | 0                    |
| 0           | Sonstige | 16      | 0    | 0                    |

Die Zahl der abgegebenen gültigen Stimmen betrug in der Stichwahl 17.077, 73 Stimmen waren ungültig. Die Wahlbeteiligung belief sich auf 76,0 %.
| Kandidat    | Partei | Stimmen | in % | Anmerkungen          |
| ----------- | ------ | ------- | ---- | -------------------- |
| Otto Büsing | NLP    | 9870    | 0    | 0                    |
| Bock        | K      | 7207    | 0    | Gutsbesitzer, Welzin |

### 1884
Es fanden zwei Wahlgänge statt. Die Zahl der Wahlberechtigten betrug 22.947. Die Zahl der abgegebenen gültigen Stimmen betrug im ersten Wahlgang 16.358, 72 Stimmen waren ungültig. Die Wahlbeteiligung belief sich auf 71,6 %.
| Kandidat    | Partei   | Stimmen | in % | Anmerkungen |
| ----------- | -------- | ------- | ---- | ----------- |
| Anton Haupt | NLP      | 7508    | 0    | 0           |
|             | K        | 7677    | 0    | 0           |
|             | S        | 1170    | 0    | 0           |
| 0           | Sonstige | 3       | 0    | 0           |

Die Zahl der abgegebenen gültigen Stimmen betrug in der Stichwahl 18.807, 130 Stimmen waren ungültig. Die Wahlbeteiligung belief sich auf 82,5 %.
| Kandidat    | Partei | Stimmen | in % | Anmerkungen |
| ----------- | ------ | ------- | ---- | ----------- |
| Anton Haupt | NLP    | 10.525  | 0    | 0           |
|             | K      | 8282    | 0    | 0           |

### 1887
Es fanden zwei Wahlgänge statt. Die Zahl der Wahlberechtigten betrug 23.634. Die Zahl der abgegebenen gültigen Stimmen betrug im ersten Wahlgang 19.034, 41 Stimmen waren ungültig. Die Wahlbeteiligung belief sich auf 80,7 %.
| Kandidat    | Partei   | Stimmen | in % | Anmerkungen |
| ----------- | -------- | ------- | ---- | ----------- |
| Anton Haupt | NLP      | 8866    | 0    | 0           |
|             | K        | 7576    | 0    | 0           |
|             | S        | 2568    | 0    | 0           |
| 0           | Sonstige | 24      | 0    | 0           |

Die Zahl der abgegebenen gültigen Stimmen betrug in der Stichwahl 19.024, 213 Stimmen waren ungültig. Die Wahlbeteiligung belief sich auf 81,4 %.
| Kandidat    | Partei | Stimmen | in % | Anmerkungen |
| ----------- | ------ | ------- | ---- | ----------- |
| Anton Haupt | NLP    | 10.661  | 0    | 0           |
|             | K      | 8363    | 0    | 0           |

### Ersatzwahl 1889
Anton Haupt verstarb am 26. März 1889. Daher wurde eine Ersatzwahl notwendig. Es fanden zwei Wahlgänge statt. Die Zahl der Wahlberechtigten betrug 24.295. Die Zahl der abgegebenen gültigen Stimmen betrug im ersten Wahlgang 15.590, 32 Stimmen waren ungültig. Die Wahlbeteiligung belief sich auf 64,3 %.
| Kandidat             | Partei   | Stimmen | in % | Anmerkungen |
| -------------------- | -------- | ------- | ---- | ----------- |
| Rudolf Brunnengräber | NLP      | 5560    | 0    | 0           |
|                      | K        | 5972    | 0    | 0           |
|                      | S        | 4039    | 0    | 0           |
| 0                    | Sonstige | 19      | 0    | 0           |

Die Zahl der abgegebenen gültigen Stimmen betrug in der Stichwahl 14.578, 254 Stimmen waren ungültig. Die Wahlbeteiligung belief sich auf 61,0 %.
| Kandidat             | Partei | Stimmen | in % | Anmerkungen |
| -------------------- | ------ | ------- | ---- | ----------- |
| Rudolf Brunnengräber | NLP    | 7673    | 0    | 0           |
|                      | K      | 6905    | 0    | 0           |

### 1890
Otto Büsing erhielt die Unterstützung der NLP sowie der DF.
Es fanden zwei Wahlgänge statt. Die Zahl der Wahlberechtigten betrug 23.779. Die Zahl der abgegebenen gültigen Stimmen betrug im ersten Wahlgang 19.219, 124 Stimmen waren ungültig. Die Wahlbeteiligung belief sich auf 80,8 %.
| Kandidat         | Partei   | Stimmen | in %   | Anmerkungen |
| ---------------- | -------- | ------- | ------ | ----------- |
|                  | Kons     | 5258    | 27,5 % | 0           |
| Otto Büsing      | NLP      | 6205    | 32,4 % | 0           |
| Theodor Schwartz | SPD      | 7637    | 39,9 % | 0           |
| 0                | Sonstige | 35      | 0,2 %  | 0           |

In der Stichwahl riefen die Konservativen zur Wahl von Otto Büsing auf.
Die Zahl der abgegebenen gültigen Stimmen betrug in der Stichwahl 20.006, 101 Stimmen waren ungültig. Die Wahlbeteiligung belief sich auf 84,1 %.
| Kandidat         | Partei | Stimmen | in %   | Anmerkungen |
| ---------------- | ------ | ------- | ------ | ----------- |
| Otto Büsing      | NLP    | 11.693  | 58,7 % | 0           |
| Theodor Schwartz | SPD    | 8212    | 41,3 % | 0           |

### 1893
Erneut erhielt Otto Büsing die Unterstützung von NLP und FVP.
Es fanden zwei Wahlgänge statt. Die Zahl der Wahlberechtigten betrug 25.276. Die Zahl der abgegebenen gültigen Stimmen betrug im ersten Wahlgang 19.756, 82 Stimmen waren ungültig. Die Wahlbeteiligung belief sich auf 78,2 %.
| Kandidat           | Partei   | Stimmen | in %   | Anmerkungen             |
| ------------------ | -------- | ------- | ------ | ----------------------- |
| Gustav von Viereck | Kons     | 6723    | 34,2 % | 0                       |
| Otto Büsing        | NLP      | 6071    | 30,8 % | 0                       |
| Graf Basewitz      | MRP      | 105     | 0,5 %  | 0                       |
| Groth              | SPD      | 6743    | 34,3 % | Redakteur aus Bielefeld |
| 0                  | Sonstige | 32      | 0,2 %  | 0                       |

Der liberale Wahlverein (NLP und FVP) rief in der Stichwahl zur Wahl des konservativen Kandidaten auf.
Die Zahl der abgegebenen gültigen Stimmen betrug in der Stichwahl 19.145, 218 Stimmen waren ungültig. Die Wahlbeteiligung belief sich auf 75,7 %.
| Kandidat           | Partei | Stimmen | in %   | Anmerkungen             |
| ------------------ | ------ | ------- | ------ | ----------------------- |
| Gustav von Viereck | Kons   | 10.174  | 53,8 % | 0                       |
| Groth              | SPD    | 8753    | 46,2 % | Redakteur aus Bielefeld |

### 1898
Otto Büsing wurde von NLP. FVP und FVg unterstützt, Gustav von Viereck auch vom BdL.
Es fanden zwei Wahlgänge statt. Die Zahl der Wahlberechtigten betrug 27.184. Die Zahl der abgegebenen gültigen Stimmen betrug im ersten Wahlgang 21.948, 107 Stimmen waren ungültig. Die Wahlbeteiligung belief sich auf 80,7 %.
| Kandidat            | Partei   | Stimmen | in %   | Anmerkungen                       |
| ------------------- | -------- | ------- | ------ | --------------------------------- |
| Gustav von Viereck  | Kons     | 5491    | 25,1 % | 0                                 |
| Otto Büsing         | NLP      | 6395    | 29,3 % | 0                                 |
| Graf von Bernstorff | MRP      | 97      | 0,5 %  | Gutsbesitzer, Regierungsrat a. D. |
| Groth               | SPD      | 9828    | 45,0 % | Redakteur aus Bielefeld           |
| 0                   | Sonstige | 30      | 0,1 %  | 0                                 |

In der Stichwahl riefen die Konservativen zur Wahl von Otto Büsing auf.
Die Zahl der abgegebenen gültigen Stimmen betrug in der Stichwahl 22.697, 163 Stimmen waren ungültig. Die Wahlbeteiligung belief sich auf 83,5 %.
| Kandidat    | Partei | Stimmen | in %   | Anmerkungen             |
| ----------- | ------ | ------- | ------ | ----------------------- |
| Otto Büsing | NLP    | 11.930  | 52,9 % | 0                       |
| Groth       | SPD    | 10.604  | 47,1 % | Redakteur aus Bielefeld |

### 1903
Regierungsrat Dröscher wurde von Konservativen und BdL unterstützt.
Es fanden zwei Wahlgänge statt. Die Zahl der Wahlberechtigten betrug 28.357. Die Zahl der abgegebenen gültigen Stimmen betrug im ersten Wahlgang 24.022, 144 Stimmen waren ungültig. Die Wahlbeteiligung belief sich auf 84,7 %.
| Kandidat         | Partei   | Stimmen | in %   | Anmerkungen             |
| ---------------- | -------- | ------- | ------ | ----------------------- |
| Wilhelm Dröscher | Kons     | 6732    | 28,2 % | 0                       |
| Otto Büsing      | NLP      | 6704    | 28,1 % | 0                       |
|                  | MRP      | 54      | 0,2 %  | 0                       |
| Groth            | SPD      | 10.380  | 43,5 % | Redakteur aus Bielefeld |
| 0                | Sonstige | 8       | 0,0 %  | 0                       |

Der liberale Ortswahlverein rief zur Wahl von Dröscher in der Stichwahl auf.
Die Zahl der abgegebenen gültigen Stimmen betrug in der Stichwahl 23.844, 507 Stimmen waren ungültig. Die Wahlbeteiligung belief sich auf 84,1 %.
| Kandidat         | Partei | Stimmen | in %   | Anmerkungen             |
| ---------------- | ------ | ------- | ------ | ----------------------- |
| Wilhelm Dröscher | Kons   | 11.730  | 50,3 % | 0                       |
| Groth            | SPD    | 11.607  | 49,7 % | Redakteur aus Bielefeld |

### Ersatzwahl 1904
Nachdem die Wahlprüfungskommission des Reichstags Dröschers Wahl für ungültig erklärt hatte, legte dieser sein Mandat nieder und es kam zu einer Ersatzwahl. Eigentlich sollte Dröscher erneut kandidieren, er wurde jedoch krank und stand nicht mehr zur Verfügung. Konservative und BdL benannten daher den Generalsekretär des Deutschen Landwirtschaftsrates, Heinrich Dade als Kandidaten. Die liberalen Parteien unterstützten erneut Büsing.
Es fanden zwei Wahlgänge statt. Die Zahl der Wahlberechtigten betrug 28.613. Die Zahl der abgegebenen gültigen Stimmen betrug im ersten Wahlgang 24.878, 210 Stimmen waren ungültig. Die Wahlbeteiligung belief sich auf 86,9 %.
| Kandidat      | Partei   | Stimmen | in %   | Anmerkungen          |
| ------------- | -------- | ------- | ------ | -------------------- |
| Heinrich Dade | Kons     | 7033    | 28,5 % | Professor aus Berlin |
| Otto Büsing   | NLP      | 7036    | 28,5 % | 0                    |
| Otto Antrick  | SPD      | 10.590  | 42,9 % | 0                    |
| 0             | Sonstige | 9       | 0,0 %  | 0                    |

In der Stichwahl riefen die Konservativen zur Wahl Büsings auf.
Die Zahl der abgegebenen gültigen Stimmen betrug in der Stichwahl 25.101, 573 Stimmen waren ungültig. Die Wahlbeteiligung belief sich auf 87,7 %.
| Kandidat     | Partei | Stimmen | in %   | Anmerkungen |
| ------------ | ------ | ------- | ------ | ----------- |
| Otto Büsing  | NLP    | 13.315  | 54,3 % | 0           |
| Otto Antrick | SPD    | 11.213  | 45,7 % | 0           |

### 1907
Es fanden zwei Wahlgänge statt. Die Zahl der Wahlberechtigten betrug 29.178. Die Zahl der abgegebenen gültigen Stimmen betrug im ersten Wahlgang 26.547, 213 Stimmen waren ungültig. Die Wahlbeteiligung belief sich auf 91,0 %.
| Kandidat         | Partei   | Stimmen | in %   | Anmerkungen |
| ---------------- | -------- | ------- | ------ | ----------- |
| Wilhelm Dröscher | Kons     | 8572    | 32,6 % | 0           |
| Otto Büsing      | NLP      | 8071    | 30,6 % | 0           |
| Franz Starosson  | SPD      | 9673    | 36,7 % | 0           |
| 0                | Sonstige | 18      | 0,1 %  | 0           |

In der Stichwahl rief die FVP zur Wahl von Dröscher auf.
Die Zahl der abgegebenen gültigen Stimmen betrug in der Stichwahl 26.340, 613 Stimmen waren ungültig. Die Wahlbeteiligung belief sich auf 90,3 %.
| Kandidat         | Partei | Stimmen | in %   | Anmerkungen |
| ---------------- | ------ | ------- | ------ | ----------- |
| Wilhelm Dröscher | Kons   | 15.456  | 60,1 % | 0           |
| Franz Starosson  | SPD    | 10.271  | 39,9 % | 0           |

### 1912
Es fanden zwei Wahlgänge statt. Die Zahl der Wahlberechtigten betrug 30.486. Die Zahl der abgegebenen gültigen Stimmen betrug im ersten Wahlgang 27.822, 344 Stimmen waren ungültig. Die Wahlbeteiligung belief sich auf 91,3 %.
| Kandidat                   | Partei   | Stimmen | in %   | Anmerkungen                     |
| -------------------------- | -------- | ------- | ------ | ------------------------------- |
| Witt                       | Kons     | 6548    | 23,8 % | Maschinenfabrikant aus Schwerin |
| Julius Heinrich Zimmermann | NLP      | 9065    | 33,0 % | 0                               |
| Franz Starosson            | SPD      | 11.863  | 43,2 % | 0                               |
| 0                          | Sonstige | 2       | 0,0 %  | 0                               |

In der Stichwahl unterstützen Konservative und BdL Zimmermann.
Die Zahl der abgegebenen gültigen Stimmen betrug in der Stichwahl 27.961, 669 Stimmen waren ungültig. Die Wahlbeteiligung belief sich auf 91,7 %.
| Kandidat                   | Partei | Stimmen | in %   | Anmerkungen |
| -------------------------- | ------ | ------- | ------ | ----------- |
| Julius Heinrich Zimmermann | NLP    | 14.592  | 53,5 % | 0           |
| Franz Starosson            | SPD    | 12.700  | 46,5 % | 0           |